# Flaggen und Siegel der US-Bundesstaaten

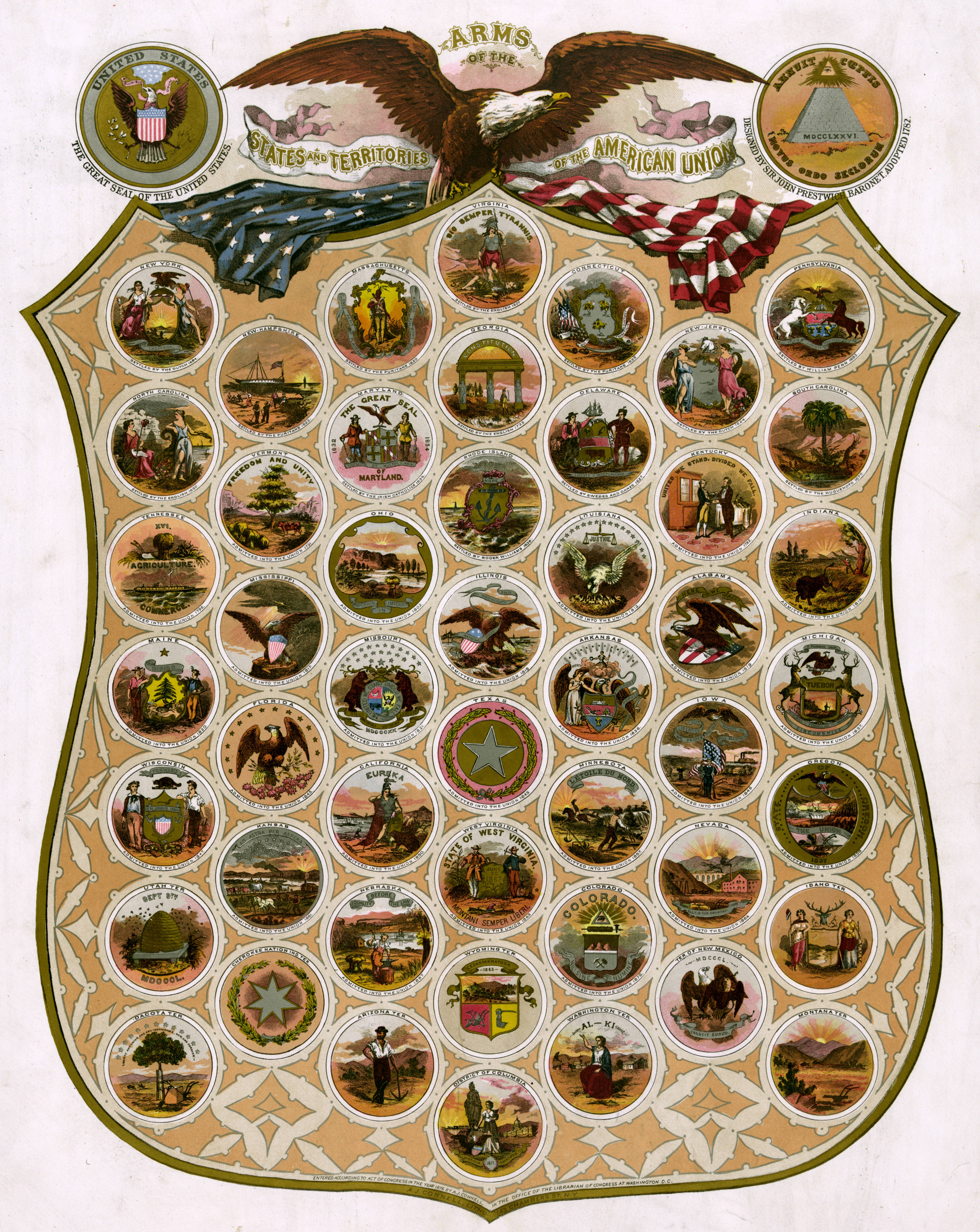
Siegel der US-Bundesstaaten im Jahr 1876

Diese Liste zeigt die Flaggen und Siegel der US-Bundesstaaten.

## Gestaltung
Etwa die Hälfte der Bundesstaaten führt eine blaue Flagge, auf der das jeweilige Staatssiegel angebracht ist. Die blaue Farbe ist oft eine Reminiszenz an die Uniformen der Miliz des Staates.
In einer 2001 durchgeführten Internet-Abstimmung der North American Vexillological Association wurden die besten und schlechtesten Flaggen der US-Bundesstaaten sowie der kanadischen Provinzen ermittelt.
Entscheidende Kriterien dieser Abstimmung waren:
1. Einfachheit
2. Sinnvolle Symbolik
3. Farbkontrast
4. Keine Beschriftung und Siegel
5. Unterscheidbarkeit

New Mexico erhielt dabei 8,61 von 10 möglichen Punkten. 
| 1.         | 2.    | (3.)   | 4.       | 5.     |
| ---------- | ----- | ------ | -------- | ------ |
|            |       |        |          |        |
| New Mexico | Texas | Québec | Maryland | Alaska |

Als schlechteste Flagge wurde die damalige Flagge Georgias betrachtet. Sie erhielt nur 2,36 von 10 möglichen Punkten.
| 68.          | 69.    | 70.     | 71.      | 72.     |
| ------------ | ------ | ------- | -------- | ------- |
|              |        |         |          |         |
| South Dakota | Kansas | Montana | Nebraska | Georgia |

## Liste
| Lage | Flagge                  | Siegel | Hauptartikel, Motto (im Wappen), Jahr etc. |
| ---- | ----------------------- | ------ | --- |
|      |                         |        | Flagge Alabamas Siegel Alabamas |
|      |                         |        | Flagge Alaskas Siegel Alaskas |
|      |                         |        | Flagge Arizonas Siegel Arizonas Lateinisches Motto Ditat Deus. (Gott bereichert) |
|      |                         |        | Flagge von Arkansas Siegel von Arkansas Lateinisches Motto Regnat populus. (Das Volk möge regieren)                                                                                                 |
|      |                         |        | Flagge Colorados Siegel Colorados Lateinisches Motto: Nil sine numine. (Nichts ohne Vorsehung) |
|      |                         |        | Flagge Connecticuts Siegel Connecticuts Lateinisches Motto: Qui transtulit sustinet. (Der uns herüberbrachte, wird uns stützen)                                                                     |
|      |                         |        | Flagge Delawares Siegel Delawares Englisches Motto: Liberty and Independence. (Freiheit und Unabhängigkeit)                                                                                         |
|      |                         |        | Flagge des Districts of Columbia Siegel des Districts of Columbia Lateinisches Motto: Iustitia omnibus. (Gerechtigkeit für alle)                                                                    |
|      |                         |        | Flagge Floridas Siegel Floridas Englisches Motto: In God We Trust. (Wir vertrauen auf Gott) |
|      |                         |        | Flagge Georgias Siegel Georgias Englisches Motto: Wisdom, justice, and moderation. (Weisheit, Gerechtigkeit, Mäßigung)                                                                              |
|      |                         |        | Flagge Hawaiis Siegel Hawaiis Hawaiisches Motto: Ua Mau ke Ea o ka ʻĀina i ka Pono. (Das Leben des Landes wird in Rechtschaffenheit fortgeführt)                                                    |
|      |                         |        | Flagge Idahos Siegel Idahos Lateinisches Motto: Esto perpetua. (Es sei für immer) |
|      |                         |        | Flagge von Illinois Siegel von Illinois Englisches Motto: State sovereignty, national union. (Staatliche Souveränität, nationale Einigung)                                                          |
|      |                         |        | Flagge Indianas Siegel Indianas |
|      |                         |        | Flagge Iowas Siegel Iowas Englisches Motto: Our liberties we prize and our rights we will maintain. (Wir schätzen unsere Freiheiten und werden unsere Rechte bewahren)                              |
|      |                         |        | Flagge Kaliforniens Siegel Kaliforniens Griechisches Motto: Eureka. (Ich hab's!) |
|      |                         |        | Flagge von Kansas Siegel von Kansas Lateinisches Motto: Ad astra per aspera. (Auf rauen Pfaden zu den Sternen)                                                                                      |
|      |                         |        | Flagge Kentuckys Siegel Kentuckys Englisches Motto: United we stand, divided we fall. (Zusammen sind wir stark, geteilt gehen wir unter)                                                            |
|      |                         |        | Flagge Louisianas Siegel Louisianas Englisches Motto: Union, Justice and Confidence. (Einheit, Gerechtigkeit und Zuversicht)                                                                        |
|      |                         |        | Flagge Maines Siegel Maines Lateinisches Motto: Dirigo. (Ich leite) |
|      |                         |        | Flagge Marylands Siegel Marylands Italienisches Motto: Fatti maschi, parole femmine. („Männliche Taten, weibliche Worte“, gemeint ist dasselbe wie bei lateinisch Fortiter in re, suaviter in modo) |
|      |                         |        | Flagge von Massachusetts Siegel von Massachusetts Lateinisches Motto: Ense petit placidam sub libertate quietem. (Mit dem Schwert sucht er die stille Ruhe unter dem Schutze der Freiheit)          |
|      |                         |        | Flagge Michigans Siegel Michigans Lateinische Mottos: Si quaeris peninsulam amoenam circumspice. (Wenn du eine angenehme Halbinsel suchst, sieh dich um!) – Tuebor. (Ich werde schützen)            |
|      |                         |        | Flagge Minnesotas Siegel Minnesotas Französisches Motto: L'étoile du Nord. (Der Stern des Nordens)                                                                                                  |
|      |                         |        | Flagge Mississippis Siegel Mississippis Englisches Motto: In God we trust. (Wir vertrauen auf Gott)                                                                                                 |
|      |                         |        | Flagge Missouris Siegel Missouris Lateinisches Motto: Salus populi suprema lex esto. (Das Wohl des Volkes sei höchstes Gesetz)                                                                      |
|      |                         |        | Flagge Montanas Siegel Montanas Spanisches Motto: Oro y plata. (Gold und Silber) |
|      |                         |        | Flagge Nebraskas Siegel Nebraskas Englisches Motto: Equality before the law. (Gleichheit vor dem Gesetz)                                                                                            |
|      |                         |        | Flagge Nevadas Siegel Nevadas Englisches Motto: All for our country. (Alles für unser Land) |
|      |                         |        | Flagge New Hampshires Siegel New Hampshires |
|      |                         |        | Flagge New Jerseys Siegel New Jerseys Englisches Motto: Liberty and Prosperity. (Freiheit und Wohlstand)                                                                                            |
|      |                         |        | Flagge New Mexicos Siegel New Mexicos Lateinisches Motto: Crescit eundo. (Es wächst, während es vorangeht)                                                                                          |
|      |                         |        | Flagge New Yorks Siegel New Yorks Lateinisches Motto: Excelsior. (Stets aufwärts) |
|      |                         |        | Flagge North Carolinas Siegel North Carolinas Lateinisches Motto: Esse quam videri. (Mehr sein als scheinen)                                                                                        |
|      |                         |        | Flagge North Dakotas Siegel North Dakotas Lateinisches Motto: E pluribus unum. (Aus vielen eines)                                                                                                   |
|      |                         |        | Flagge Ohios Siegel Ohios Englisches Motto: The Union. (Die Union) |
|      |                         |        | Flagge Oklahomas Siegel Oklahomas Lateinisches Motto: Labor omnia vincit. (Arbeit überwindet alles)                                                                                                 |
|      | Vorderseite: Rückseite: |        | Flagge Oregons Siegel Oregons Die einzige Staatsflagge, bei der sich Vorder- und Rückseite unterscheiden                                                                                            |
|      |                         |        | Flagge Pennsylvanias Siegel Pennsylvanias Englisches Motto: Virtue, Liberty, and Independence. (Tugend, Freiheit und Unabhängigkeit)                                                                |
|      |                         |        | Flagge Rhode Islands Siegel Rhode Islands Englisches Motto: Hope. (Hoffnung) |
|      |                         |        | Flagge South Carolinas Siegel South Carolinas Lateinische Mottos: Dum spiro spero. (So lange ich atme, hoffe ich) – Animis opibusque parati. (Bereit an Geist und Mitteln)                          |
|      |                         |        | Flagge South Dakotas Siegel South Dakotas Englisches Motto: Under God the people rule. (Unter Gott regieren die Menschen)                                                                           |
|      |                         |        | Flagge Tennessees Siegel Tennessees Englisches Motto: Agriculture, Commerce. (Landwirtschaft, Handel)                                                                                               |
|      |                         |        | Flagge von Texas Siegel von Texas The Lone Star State. (Der Staat mit dem einen Stern) |
|      |                         |        | Flagge Utahs Siegel Utahs Englisches Motto: Industry. (Fleiß) |
|      |                         |        | Flagge Vermonts Siegel Vermonts Englisches Motto: Freedom and unity. (Freiheit und Einigkeit) |
|      |                         |        | Flagge Virginias Siegel Virginias Lateinisches Motto: Sic semper tyrannis. (So geschehe es immer den Tyrannen!)                                                                                     |
|      |                         |        | Flagge Washingtons Siegel Washingtons |
|      |                         |        | Flagge West Virginias Siegel West Virginias Lateinisches Motto: Montani semper liberi. (Bergbewohner sind immer frei)                                                                               |
|      |                         |        | Flagge Wisconsins Siegel Wisconsins Englisches Motto: Forward. (Vorwärts) |
|      |                         |        | Flagge Wyomings Siegel Wyomings Englisches Motto: Equal rights. (Gleiche Rechte) – Livestock, mines, grains, oil (Vieh, Minen, Getreide, Öl)                                                        |